# سيزار أزبيليكويتا

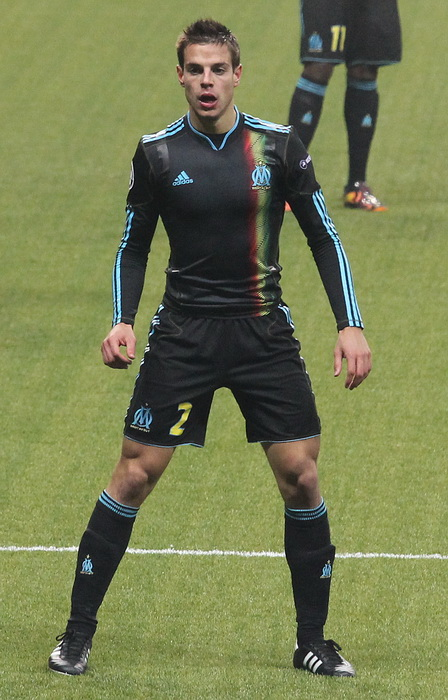
ازبيليكويتا يلعب مع مارسيليا

سيزار أزبيليكويتا تانكو (بالإسبانية: César Azpilicueta Tanco) (مواليد 28 أغسطس 1989 في بنبلونة - إسبانيا) لاعب كرة قدم إسباني كان يلعب لصالح نادي أتلتيكو مدريد الإسباني في مركز الظهير الأيمن كما يجيد اللعب في مركز الوسط الأيمن. يلعب أزبيليكويتا لصالح المنتخب الإسباني.
كانت بدايته مع نادي أوساسونا حيث لعب معه أكثر من 100 مباراة على مدار 3 مواسم في الدوري الإسباني, قبل أن ينتقل إلى نادي مارسيليا الفرنسي مقابل 7 ملايين يورو. فاز معه بلقبين من كأس الأبطال الفرنسي، ولقبين من كأس الدوري الفرنسي. انتقل بعدها إلى نادي تشيلسي اللندني مقابل 7 ملايين يورو وحقق دوري أبطال أوروبا 2020–21.

## أوساسونا
لعب أزبيليكويتا أول مباراة له مع أوساسونا في 4 إبريل 2007 أمام نادي ريال مدريد وخسر حينها المباراة بنتيجة 2-0. كان في البداية لاعب خط وسط، لكن نتيجة حدوث إصابات في الفريق الأساسي، أصبح يلعب في مركز ظهير أيمن.

## مارسيليا
انتقل في 21 يونيو عام 2010 إلى نادي الجنوب الفرنسي في عقد يمتد لأربع سنوات مقابل 7 ملايين يورو. تعرض في نوفمبر عام 2010 لإصابة أبعدته عن الملاعب لمدة 6 شهور خلال مباراة مارسيليا مع مونبلييه والتي انتهت بفوز الأول بنتيجة 4-0.

## تشيلسي
انتقل إلى النادي اللندني في 24 أغسطس عام 2012 مقابل 7 ملايين يورو. لعب أول مباراة له أمام ولفرهامبتون انتهت بفوز تشيلسي بنتيجة 6-0. يُعد أزبيليكويتا الخيار الأساسي للفريق في مركز الظهير الأيمن. أطلقت عليه الجماهير لقب ديف(Dave), كما يسميه بعض زملائه فالفريق بهذا الاسم بسبب صعوبة نطق اسمه.

## روابط خارجية
- سيزار أزبيليكويتا على موقع الاتحاد الدولي (مؤرشف)  (الإنجليزية)
- سيزار أزبيليكويتا على موقع الاتحاد الأوربي (الإنجليزية)
- سيزار أزبيليكويتا على موقع رابطة كرة القدم الفرنسية للمحترفين (الإنجليزية)
- سيزار أزبيليكويتا على موقع إي إس بي إن إف سي (الإنجليزية)
- سيزار أزبيليكويتا على موقع قاعدة بيانات كرة القدم.إي يو (الإنجليزية)
- سيزار أزبيليكويتا على موقع ليكيب (الفرنسية)
- سيزار أزبيليكويتا على موقع ناشيونال فوتبول تيمز (الإنجليزية)
- سيزار أزبيليكويتا على موقع Soccerbase.com (لاعب) (الإنجليزية)
- سيزار أزبيليكويتا على موقع Soccerway.com (الإنجليزية)
- سيزار أزبيليكويتا على موقع عالم كرة القدم.نت (الإنجليزية)